# Jáuregui
José María Jáuregui è una località del partido di Luján nella provincia di Buenos Aires.

## Geografia
Jáuregui è attraversata dal fiume Luján, a 7,5 km a sud-ovest della città di Luján.

## Storia
L'area iniziò ad essere popolata negli anni venti del XIX secolo e fu conosciuta originariamente come Villa Flandria per la presenza di una piantagione di cotone omonima. Sul finire dell'800 l'impresario basco José María Jáuregui aprì lungo le rive del Luján un mulino. In funzione di quest'ultimo venne aperta una stazione ferroviaria lungo la ferrovia Sarmiento, cosa che contribuì a favorire lo sviluppo demografico della località. 
Con la chiusura della piantagione la località venne ribattezzata con il nome dell'industriale che aveva contribuito a sviluppare l'economia della zona.

## Infrastrutture e trasporti

### Strade
La principale via d'accesso alla località è la strada nazionale 5 che unisce Luján a Santa Rosa, capitale della provincia di La Pampa.

### Ferrovie
Jáuregui è servita da una propria stazione ferroviaria lungo la linea suburbana Sarmiento che unisce Buenos Aires alla parte occidentale della sua area metropolitana.

## Sport
La località è sede del Deportivo Flandria la cui squadra di calcio disputa le sue partite interne presso lo stadio Carlos V situato a Jáuregui.